# Stanisław Turło
Stanisław Stiepanowicz Turło (ros. Станислав Степанович Турло, ur. 19 sierpnia 1889 w Hoduciszkach w guberni wileńskiej, zm. 27 lipca 1942 w łagrze w Krasnojarsku) był działaczem ruchu rewolucyjnego w Imperium Rosyjskim oraz radzieckim działaczem partyjnym i państwowym.

## Życiorys
W 1905 wstąpił do SDPRR, w 1911 został aresztowany i następnie skazany na 2 lata zesłania do Wielska w guberni wołogodzkiej (obecnie w obwodzie archangielskim), w 1913 wrócił z zesłania. W 1916 został ponownie aresztowany i skazany na 3 lata zesłania do obwodu jakuckiego, 19 marca 1917 amnestionowany po rewolucji lutowej. Po rewolucji październikowej został przewodniczącym Komitetu Wykonawczego Donieckiej Rady Okręgowej w Obwodzie Wojska Dońskiego, a w styczniu 1918 członkiem Centralnego Biura Sekcji Litewskich przy KC SDPRR(b)/RKP(b). Następnie wstąpił do Czeki i 28 marca 1918 objął funkcję przewodniczącego Dońskiej Obwodowej Czeki, do lipca 1918 był przewodniczącym Rostowsko-Nachiczewańskiego Komitetu RKP(b) i od 13 czerwca do 30 września 1918 komisarzem ds. walki z kontrrewolucją Dońskiej Republiki Radzieckiej. Od sierpnia do października 1918 był zastępcą przewodniczącego gubernialnego komitetu RKP(b) w Penzie i przewodniczącym Komitetu Wykonawczego Penzeńskiej Rady Gubernialnej, w 1919 inspektorem Wydziału Specjalnego Czeki przy Radzie Komisarzy Ludowych RFSRR, zastępcą szefa Wydziału Specjalnego Czeki 15 Armii i szefem Wydziału Specjalnego Czeki 2 Armii Konnej na Froncie Południowym. W 1921 był przewodniczącym obwodowej Czeki w Ferganie, został ranny w zamachu i odesłany na leczenie, później od 1922 do sierpnia 1924 pełnił funkcję szefa Wydziału Kontrwywiadowczego i Wojsk Pogranicznych Pełnomocnego Przedstawicielstwa (PP) GPU/OGPU w Kraju Zachodnim. W sierpniu 1924 został szefem okręgowego oddziału GPU w Witebsku, potem do 1926 pracował w KC RKP(b)/WKP(b), do 1928 był słuchaczem kursów marksizmu przy Akademii Komunistycznej, następnie do 1936 był funkcjonariuszem partyjnym w Tatarskiej i Baszkirskiej ASRR. Od 1936 był sekretarzem rejonowego komitetu WKP(b) w Nowosybirsku, później do sierpnia 1938 kierownikiem obwodowego archiwum partyjnego w Nowosybirsku.
15 sierpnia 1938 podczas wielkiego terroru został aresztowany i we wrześniu 1941 skazany na 8 lat pozbawienia wolności. Karę odbywał w krasnojarskim łagrze, gdzie zmarł.